# Gare de Stirling
La gare de Stirling est une gare ferroviaire desservant la ville écossaise de Stirling au Royaume-Uni.

## Histoire
Stirling a d'abord été reliée au Scottish Central Railway en 1848.

## Service des voyageurs

### Desserte
Un desserte Motorail a fonctionné entre Londres et Stirling jusqu'en 1989.